# Ludwig Greiner

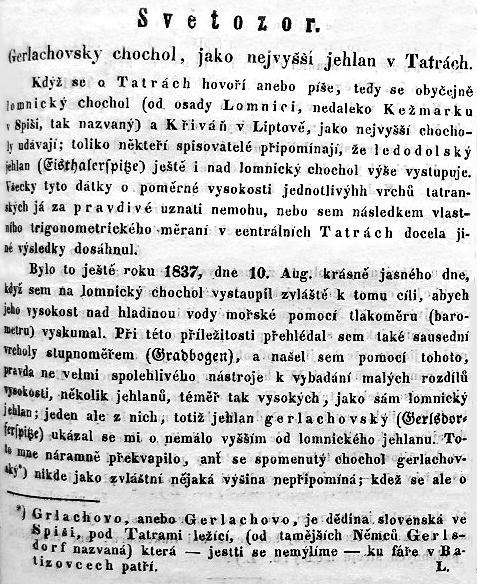
1851-ben megjelent cikke, melyben arról ír, hogy a Gerlachfalvi-csúcs a Tátra legmagasabb csúcsa
Slovenské noviny, 1851

Ludwig Greiner (szlovákul: Ľudovít Greiner, magyarul: Greiner Lajos) (Lichtentanne (Saalfeld mellett), 1796. május 10. – Jolsva, 1882. október 28.) német származású erdész, hegymászó.

## Élete
1828. április 1-jén lett Koburg Ferdinánd herceg magyarországi erdőbirtokainak igazgatója. Állását 1874-ig, saját kérelmére történt nyugdijaztatásáig 46 éven át töltötte be és időközben (1836-39.) ideiglenesen még a hercegi vasgyár igazgatásával is megbízták. Több éven át Gömör, Szepes és Liptó vármegyékben magasságméréseket is végzett, melyek eredményei pontosság tekintetében a legjobbak közé sorozhatók. Königsegg gróffal, Smetacekkel, Rowlanddal és másokkal megalapítója és több éven át alelnöke volt a Magyar Erdészeti Egyesületnek (Ungarischer Forstverein). Számos szaklapban közzétett kisebb dolgozatai mellett önálló műveket is írt.
1837-ben járt a Lomnici-csúcson. Ez idő tájt a Lomnici-csúcsot vélték a Magas-Tátra legmagasabb csúcsának. Greiner egyszerű szögmérés segítségével bizonyította be, hogy magasabb ennél a Gerlachfalvi-csúcs. A Szepességben 1838 őszén végzett részletesebb háromszögelési (trigonometriai) méréseket, melyek során kimutatta, hogy a Magas-Tátra legmagasabb csúcsa nem a Kriván, nem a Lomnici-csúcs és nem is a Jég-völgyi-csúcs – ahogy addig azt a szepesiek gondolták – hanem a Gerlachfalvi-csúcs. 1839-ben publikált erről egy cikket.

## Művei
- Beiträge zur Kenntniss des ungarischen Forstwesens und des Forstwesens im Allgemeinen (Pest, 1843);
- Wodurch könnte dem sehr fühlbaren Holzmangel und der Waldverwüstung in unserer Gegend Zipsen am zweckmässigsten abgeholfen werden (pályanyertes mű, uo. 1845);
- Forststatistik der Waldungen des Gömörer Comitates in Ungarn (1873);
- Grundzüge zu den Forsttaxationsverfahren und zum Zeichnen der Forstkarten auf den herzoglichen Coburg'schen Gütern in Ungarn (1873. Ebben a fatermési táblák is benfoglaltatnak);
- Instruktion zur Führung der Forstertragskontrolle in den Hochwaldungen der herzoglich Coburg'schen herrschaften Murány u. Kapsdorf (1882).